# Kacuo Kanda
Kacuo Kanda (japonsko 神田 勝夫), japonski nogometaš, * 21. junij 1966.
Za japonsko reprezentanco je odigral eno uradno tekmo.